# Sauterelia
Sauterelia is een geslacht van vlinders van de familie van de zakjesdragers (Psychidae). De wetenschappelijke naam van dit geslacht is voor het eerst voorgesteld door Michael Weidlich in een publicatie uit 2000. 
Dit geslacht is monotypisch, dat wil zeggen dat het maar één soort heeft namelijk Sauterelia lukhtanovi Weidlich, 2000, die in Kazachstan voorkomt.